# ميخائيل روبنز
ميخائيل روبنز (بالإنجليزية: Michael Robbins)‏ هو ممثل بريطاني، ولد في 14 نوفمبر 1930 بلندن في المملكة المتحدة، وتوفي في 11 ديسمبر 1992 في المملكة المتحدة بسبب سرطان.

## وصلات خارجية
- ميخائيل روبنز على موقع IMDb (الإنجليزية)
- ميخائيل روبنز على موقع ميوزك برينز (الإنجليزية)
- ميخائيل روبنز على موقع إن إن دي بي (الإنجليزية)
- ميخائيل روبنز على موقع قاعدة بيانات الفيلم (الإنجليزية)